# Benigna Dávalos Villavicencio
Benigna Dávalos Villavicencio (Riobamba, c.1910 - Quito, c. 1960), fue una poetisa y compositora ecuatoriana; su obra más destacada es la letra y música del pasillo Ángel de Luz.

## Biografía
Benigna Dávalos Villavicencio nació en Riobamba en 1910 aproximadamente, a mediados del siglo XX creó la letra y música de la canción Ángel de Luz en el género pasillo; convirtiéndose en su obra más reconocida dentro de este género; al respecto el historiador Oswaldo Rivera dijo:

...Revela gran inspiración. Las escalas de valores poéticos entrega ternura e invita al cultivo del amor en calidad de vivencia natural que mueve al mundo en venerable toque de dolor, angustia y felicidad.
Oswaldo Rivera (2008)

Se le atribuye erróneamente la creación del Pasillo Brumas, que en realidad fue un poema denominado "Rimas" de "Antonio Toledo" publicado en 1955. Dávalos falleció en Quito en 1960 aproximadamente.
En agosto de 2018 se inauguró el Museo del Pasillo Ecuatoriano, donde se colocaron las estatuas de los cinco compositores legendarios del pasillo donde consta el de Benigna Dávalos. Ángel de Luz también es conocido en el Perú bajo el nombre de "Rayo de Luz" popularizado por el dúo Las Limeñitas.